# Spinvis
Spinvis, de son nom civil Erik de Jong (né le 2 février 1961 à Spijkenisse), est un guitariste néerlandais. En 2002, à l'âge de 41 ans, il sort son premier album sous le nom de Spinvis, en utilisant de la musique expérimentale lo-fi. Il enregistre cinq albums classés dans le top 10 aux Pays-Bas, et son sixième album studio 7.6.9.6. atteint la première place du Dutch Albums Chart. En outre, son premier album éponyme et l'album live Nieuwegein aan Zee sont certifiés or aux Pays-Bas.
En 2007, Spinvis reçoit le Popprijs, décerné chaque année à l'artiste qui a apporté la plus importante contribution à la musique pop néerlandaise l'année précédente.

## Biographie

### Jeunesse
Erik de Jong naît en 1961 à Spijkenisse, en Hollande-Méridionale, deuxième d'une famille de quatre enfants. Son père Walter joue de la guitare et sa mère Sjaal joue du ukulélé et de la guitare hawaïenne. À l'âge d'un an, sa famille déménage à Rotterdam. Ses parents sont tous deux actifs au sein du Parti socialiste pacifiste (PSP) et De Jong vit dans « une famille hippie presque cliché ». Sa maison est un refuge pour le Youth Advisory Center et ressemblait à une « commune », avec souvent plus de 15 personnes assises à leur table et des enfants inconnus vivant à l'intérieur, que sa mère invitait à entrer. Dès son plus jeune âge, il dispose de toutes sortes d'instruments de musique.
En 1976, il rejoint le groupe de punk rock de son frère, Blitzkrieg, qui s'appellera plus tard The Duds. Les Duds se séparent en 1979 et il forme un groupe de new wave, Hi-Jinx, dont le guitariste René van Barneveld sera plus tard membre d'Urban Dance Squad. Après la fin de Hi-Jinx, il travaille comme trieur de courrier. Pendant un an et demi, il travaille comme conducteur de train postal entre Amsterdam et Utrecht, et c'est pendant cette période qu'il commence à écrire de nombreux textes,.

### Carrière
En 2001, à l'âge de 40 ans, Erik de Jong, ou Spinvis, envoie une démo de trois chansons au label discographique indépendant néerlandais Excelsior Recordings, qui signe un contrat en deux semaines. Le label décide de conserver les chansons enregistrées par Spinvis sur son ordinateur personnel dans le grenier de la maison familiale. Avec quelques petites retouches de mixage, ces chansons constituent le premier album de Spinvis, sorti aux Pays-Bas le 1er avril 2002, à l'âge de 41 ans. L'album est bien accueilli par la critique, et atteint la première place du classement De Moordlijst du magazine Oor, un classement alternatif aux Pays-Bas.
De Jong commence à tourner et joue au Crossing Border Festival à Amsterdam avec l'harmoniciste de jazz Toots Thielemans. Fin 2002, la chanson Smalfilm de Spinvis se classe deuxième au concours de la chanson de l'année 2002 de VPRO, et De Jong reçoit l'Essent Award, un prix récompensant les artistes qui ont réussi à percer.
Spinvis et son ensemble effectuent une brève tournée au début de l'année 2003. Avec ses collègues du label Bauer, De Jong crée un morceau pour une compilation d'un webzine musical néerlandais. En août, Spinvis se produit au Haldern Open Air en Allemagne et au Pukkelpop, en Belgique. Le 1er décembre, Nieuwegein aan Zee sort, contenant un enregistrement en direct et un certain nombre de titres inédits. Le 17 décembre 2003, Spinvis se produit avec un orchestre à Vredenburg, Utrecht.
Début 2004, Spinvis remporte deux prix néerlandais, la Zilveren Harp et le prix Annie M.G. Schmidt,.

## Style musical
Le style musical de Spinvis est décrit comme de l'indietronica et comparé à Air, Grandaddy et The Notwist. Il écrit ses chansons uniquement dans sa langue maternelle, le néerlandais. Il déclare : « Si j'utilisais l'anglais, ce serait artificiel, ce ne serait pas moi. Je devrais chanter dans une langue que je ne connais que par les films et la télévision. Heureusement, en néerlandais, on ne peut que s'imiter soi-même. Ses paroles sont généralement écrites à la manière d'un flux de conscience. Bien qu'il affirme ne pas écrire de « chansons de protestation », sa musique critique des sujets tels que la vivisection, l'âgisme, la cupidité et le voyeurisme dans les médias.

## Discographie

### Albums studio
| Titre                          | Détails                                                   | Meilleure position | Meilleure position | Certification |
| Titre                          | Détails                                                   | P.-B               | BEL (FL)           | Certification |
| ------------------------------ | --------------------------------------------------------- | ------------------ | ------------------ | ------------- |
| Spinvis                        | - Sortie : 1 avril 2002 - Label : Excelsior Recordings    | 27                 | 159                | NVPI : Or     |
| Dagen van gras, dagen van stro | - Sortie : 28 novembre 2005 - Label: Excelsior Recordings | 12                 | 49                 |               |
| Goochelaars en geesten         | - Sortie : 27 août 2007 - Label : Excelsior Recordings    | 4                  | 19                 |               |
| Tot ziens, Justine Keller      | - Sortie : 4 novembre 2011 - Label : Excelsior Recordings | 5                  | 28                 |               |
| Trein, vuur, dageraad          | - Sortie : 28 avril 2017 - Label : Excelsior Recordings   | 5                  | 5                  |               |
| 7.6.9.6.                       | - Sortie : 2 novembre 2020 - Label : Excelsior Recordings | 1                  | 8                  |               |
| Be-bop-a-lula                  | - Sortie : 7 avril 2023 - Label : Excelsior Recordings    | 3                  | 13                 |               |

### Albums live
| Titre              | Détails                                                   | Meilleure position | Meilleure position | Certification |
| Titre              | Détails                                                   | P.-B               | BEL (FL)           | Certification |
| ------------------ | --------------------------------------------------------- | ------------------ | ------------------ | ------------- |
| Nieuwegein aan zee | - Sortie : 1 décembre 2003 - Label : Excelsior Recordings | 54                 | —                  | NVPI : Or     |

### Albums collaboratifs
| Titre                     | Détails                                                   | Meilleure position | Meilleure position |
| Titre                     | Détails                                                   | P-B                | BEL (FL)           |
| ------------------------- | --------------------------------------------------------- | ------------------ | ------------------ |
| Ja! (avec Vinkenoog)      | - Sortie : 10 mars 2008 - Label : Excelsior Recordings    | —                  | —                  |
| Ritmebox (avec Vinkenoog) | - Sortie : 14 juillet 2008 - Label : Excelsior Recordings | 77                 | —                  |

### Compilations
| Titre                            | Détails                                                    |
| -------------------------------- | ---------------------------------------------------------- |
| Omnibus                          | - Sortie : 3 février 2017 - Label : Excelsior Recordings   |
| Lutke Krub en zeven kerstliedjes | - Sortie : 14 novembre 2024 - Label : Excelsior Recordings |

### Singles
| Single                     | Année | Meilleure position      | Meilleure position  | Album                          |
| Single                     | Année | P.-B Nederlandse Top 40 | P.-B Single Top 100 | Album                          |
| -------------------------- | ----- | ----------------------- | ------------------- | ------------------------------ |
| Smalfilm                   | 2002  | —                       | 95                  | Spinvis                        |
| Voor ik vergeet            | 2002  | —                       | —                   | Spinvis                        |
| Bagagedrager               | 2003  | tip20                   | 75                  | Spinvis                        |
| Het voordeel van video     | 2005  | —                       | 60                  | Dagen van gras, dagen van stro |
| Ik wil alleen maar zwemmen | 2006  | —                       | 91                  | Dagen van gras, dagen van stro |
| Flamingo                   | 2006  | —                       | —                   | Dagen van gras, dagen van stro |
| Oostende                   | 2011  | —                       | —                   | Tot ziens, Justine Keller      |
| Kom terug                  | 2011  | —                       | 77                  | Tot ziens, Justine Keller      |